# کونورانا (کارابایا)
کونورانا (به اسپانیایی: Cunorana) یک کوه در پرو است. کونورانا ۵٬۳۰۰ متر بالاتر از سطح دریا واقع شده‌است.